# Montalbano, les premières enquêtes
Montalbano, premières enquêtes (Il giovane Montalbano) est une série télévisée italienne en douze épisodes de 100 minutes créée par Andrea Camilleri et diffusée entre le 23 février 2012 et le 19 octobre 2015 sur Rai 1.
En France, elle est diffusée depuis le 10 août 2014 sur France 3. Elle reste inédite dans les autres pays francophones.

## Synopsis
Au début des années 1990, l'inspecteur Salvo Montalbano est nommé commissaire et il est muté à Vigata en Sicile, sur l'île où il est né.

## Distribution
- Michele Riondino (VF : Rémi Caillebot) : le commissaire Salvo Montalbano
- Alessio Vassallo (it) : le commissaire Mimì Augello
- Andrea Tidona : l'inspecteur Carmine Fazio
- Beniamino Marcone (it) (VF : Tony Marot) : l'inspecteur Giuseppe Fazio
- Sarah Felberbaum : Livia Burlando
- Fabrizio Pizzuto : l'agent de police Agatino Catarella
- Maurilio Leto (it) : l'agent de police Gallo
- Alessio Piazza (VF : Mathias Casartelli) : l'agent de police Paternò
- Giuseppe Santostefano : Docteur Pasquano
- Massimo De Rossi (it) : le commissaire divisionnaire Alabiso
- Katia Greco (it) (VF : Caroline Mozzone) : Mery
- Adriano Chiaramida (it) (VF : Patrice Dozier) : le père de Montalbano
- Pier Luigi Misasi (VF : Marc Bretonnière) : Torrisi
- Valentina D'Agostino (it) : Viola Monaco
- Pietro De Silva : Oriani
- Renato Lenzi : Gaetano Borruso
- Carmelo Galati (it) (VF : Stéphane Roux) : le journaliste télé Nicol Zitò
- Orazio Alba : Nini Brucculeri
- Vincenzo Ferrera : Gerlando Mongiardino
- Giusy Buscemi

## Tournage
Comme la série originale, cette préquelle a été tournée en Sicile et en particulier à Syracuse et Agrigente, ainsi qu'à Porto Empedocle, Raguse, Scicli , Punta Secca , Vittoria et Noto.

## Épisodes

### Pilote
1. Retour à Vigata (La prima indagine di Montalbano). Un homme battu à mort et retrouvé mort dans une bergerie abandonnée en Sicile.

### Première saison (2012)
1. Le Mort du jour de l'An (Capodano). Le commissaire enquête sur la mort de Salverò Locastro, tué le soir de la Saint-Sylvestre.
2. Le Collectionneur (Ritorno alle origini). Montalbano se voit attribuer un nouvel adjoint, un séducteur invétéré, avec lequel il n'a aucune affinité. Ils mènent de front deux enquêtes : ils tentent d'élucider un cambriolage et la disparition d'une fillette lors d'un pique-nique, cet enlèvement va lier les deux hommes.
3. Le Référendum (Ferito a morte). Montalbano tente de démêler le vrai dans une affaire de mœurs mettant en cause l'épouse d'un adjoint au maire.
4. Le Troisième Secret (Il terzo segreto). Un matin, Montalbano est réveillé par un coup de fil qui lui annonce que les bans de mariage publiés devant la mairie ont été volés. Il prend l'affaire très au sérieux.
5. Les Sept Lundis (Sette Lunedì). Plusieurs animaux ont été sacrifiés par un mystérieux individu. Redoutant qu'il s'en prenne à un être humain, Montalbano fait appel à un spécialiste en religion.

### Seconde saison (2015)
La seconde saison est diffusée depuis le 14 septembre 2015 sur la RAI.
1. L'uomo che andava appresso ai funerali
2. La stanza numero due
3. Morte in mare aperto
4. La transazione
5. Il ladro onesto
6. Un'albicocca

## Remarques
- L'acteur italien Andrea Tidona a participé à un épisode de Commissaire Montalbano.